# Raven's Nest
Il Raven's Nest è stata una stable di wrestling attiva nella Extreme Championship Wrestling tra il 1995 e il 1997, guidata da Raven.

## Extreme Championship Wrestling

### Raven's Nest
Il Raven's Nest era una larga stable che operò frequentemente nella Extreme Championship Wrestling, composta da seguaci di Raven, scagnozzi e mercenari. Il Nest assisté Raven soprattutto nel corso dei suoi feud con Tommy Dreamer e Sandman. Nel corso degli anni, i membri del Nest e gli alleati furono:
- Stevie Richards
- Tony Stetson e Johnny Hotbody - entrarono nel Nest dopo aver riconosciuto in Raven "la voce della loro generazione".
- Beulah McGillicutty - Beulah era una ragazza che Raven e Dreamer "avevano incontrato al campo estivo quando erano piccoli". Lei era grassa, e Dreamer respinse le sue avances, mentre Raven aveva dormito con lei. Stevie Richards portò Beulah in ECW, l'8 aprile 1995, come manager e fidanzata di Raven, intuendo di poter sfruttare la situazione a suo favore e vendicarsi così di Dreamer. Inizialmente Raven sembrò sconvolto, e rimproverò Richards per averla portata in ECW, ma cambiò idea non appena si rese conto di quanto fosse dimagrita la ragazza, che fra l'altro era anche apparsa su Penthouse.
- The Pitbulls
- Luna Vachon
- The Vampire Warrior
- Dudley Boyz (Big Dick Dudley, Dudley Dudley e Lil'Snot Dudley)
- Don E. Allen and Dino Sendoff
- Cactus Jack - tradì Tommy Dreamer per spalleggiare Raven.
- Mikey Whipwreck
- The Eliminators (Perry Saturn e John Kronus)
- The Heavenly Bodies (Tom Prichard e Jimmy Del Ray)
- The Blue Meanie
- Kimona Wanalaya - sostituì Beulah dopo la sua partenza dal Nest nel gennaio 1996.
- The Bruise Brothers (Don and Ron Harris)
- Brian Lee
- Super Nova
- Miss Patricia
- Lori Fullington - ex moglie di Sandman.
- Tyler Fullington - il figlio di sette anni di Sandman. Raven plaggiò la sua mente e lo usò per combattere suo padre. Sebbene Tyler fosse incapace di aiutare fisicamente Raven a sconfiggere Sandman, si rivelò utile per distrarlo quantomeno psicologicamente.
- Lupus
- Chastity
- Reggie Bennett

#### Titoli
- ECW Tag Team Championship (2) - Raven e Richards

## World Championship Wrestling

### The Flock
Il Flock era la stable fondata da Raven nell'Agosto 1997, poco dopo il suo debutto nella World Championship Wrestling. Tutti i membri adottarono la gimmick grunge di Raven.
A differenza di altre fazioni in WCW a quel tempo, la stable (sebbene popolare) non raggiunse importanti traguardi e perse la maggior parte dei suoi match. Il gruppo si sciolse quando l'ex membro Perry Saturn riscattò da Raven la libertà dei restanti membri del Flock, sconfiggendolo il 13 settembre 1998 a Fall Brawl. Il Flock è ricordato soprattutto per via della sua costante presenza tra la folla (solitamente a bordo ring), salvo poi avventarsi sul wrestler di turno. Questi reietti della società che si riunirono nel segno del Flock furono:
- Stevie Richards - seguace di Raven fin dai tempi della ECW, ma una diverbio fra i due portò alla loro separazione in WCW, e al ritorno di Richards in ECW.
- Hammer - una star dell'heavy metal che diventò wrestler, svincolato dalla WCW (kayfabe) e senza più una destinazione. Si unì al Flock come reietto in cerca di lavoro. Sconfisse Saturn in un "Loser leaves The Flock" match, ma fu ugualmente estromesso da Raven che preferiva Saturn.
- Horace - fu reclutato dal gruppo solo perché era il nipote del WCW World Heavyweight Champion Hollywood Hogan. Raven tentò di servirsi di lui per avvicinarsi ad Hogan.
- Kanyon - come molti membri del Flock, Kanyon feudò con Raven prima di unirsi a lui. Kanyon fu l'ultimo wrestler ad entrare a far parte del Flock prima dello scioglimento. Nonostante ciò, rimase fedele a Raven anche nei mesi successivi. Tentò di entrare nel Flock quando ancora interpretava la gimmick di Mortis, ma fu respinto. Smascherato, attaccò Raven e feudò con lui per un paio di mesi prima di entrare ufficialmente nella stable.
- Kidman - si diceva fosse senza casa prima di incontrare Raven. Si credeva fosse eroinomane, ma ciò non fu mai confermato durante gli show WCW. Graffiava sempre il suo corpo (un segno del consumo di eroina), rivelando anche altri atteggiamenti che potessero accostarlo al consumo di stupefacenti. Kidman tradì Raven durante il suo match a Fall Brawl, permettendo a Saturn di vincere la contesa e liberare così il Flock. Una volta sbarazzatosi del Flock, si ripulì.
- Lodi - aveva un bisogno psicologico di essere accettato e approvato, e così divenne uno dei seguaci più fedeli di Raven. Promosse la stable, a bordo ring, attraverso l'utilizzo di slogan autocelebrativi.
- Reese - estraniato dalla società per via della sua mole. Temendo che il mondo esterno fosse interessato più al suo aspetto fisico che alla sua vera personalità, cercò conforto nel Flock, diventando una delle sue "armi" più intimidatorie.
- Riggs - in un match contro Raven, Riggs fu vittima di un infortunio all'occhio (kayfabe) dopo che Raven lo aveva colpito con un drop toe-hold che lo spinse con la faccia contro una sedia d'acciaio. Costretto ad indossare una benda sull'occhio, Riggs tentò di vendicarsi, mentre Raven cercò di reclutarlo. Raven ferì ulteriormente Riggs colpendolo con tre DDT mentre era incosciente, quindi ordinò al Flock di catturarlo. Ritornato dall'infortunio, si unì alla stable.
- Perry Saturn - guardia del corpo di Raven. Stanco della sua tirannia, lasciò il Flock, provocando la faida tra i due che portò allo scioglimento del gruppo.
- Sick Boy - talento della Power Plant, che misteriosamente fu attratto da Raven.

#### Titoli
- WCW United States Heavyweight Championship (1 volta) - Raven
- WCW World Television Championship (1 volta) - Saturn
- WCW World Tag Team Championship (1 volta) - Raven e Saturn

### Necro Ward/Dead Pool/Dark Carnival
Il Dead Pool (originariamente chiamato Necro Ward) fu un'altra stable creata intorno a Raven. Tutto ebbe inizio nell'Agosto 1999, mentre Raven era in WCW e collaborava con Vampiro e gli Insane Clown Posse (ICP) (Violent J and Shaggy 2 Dope). Quando Raven lasciò la WCW per tornare alla ECW appena un mese dopo la nascita della stable, Vampiro e gli ICP restarono insieme sotto il nome di Dark Carnival e proseguirono senza di lui.
Il gruppo ritornò diverse volte sia nella Juggalo Championship Wrestling degli ICP, dove gli stessi ICP formarono una nuova versione della stable, Dead Pool 2000, con l'aggiunta di Balls Mahoney, sia in altre federazioni indipendenti dove Raven e gli ICP tornarono a collaborare. La stable includeva:
- Vampiro
- Insane Clown Posse (Violent J and Shaggy 2 Dope)
- The Great Muta - senza Raven.
- The Demon - senza Raven.

## Total Nonstop Action Wrestling

### The Gathering
Quando Raven passò alla Total Nonstop Action Wrestling, creò una nuova versione del Flock nota come Gathering. I membri originali del Gathering erano Julio Dinero e Alexis Laree, con Cm Punk aggiunto subito dopo. Punk e Dinero interpretavano dei fan di Raven, rendendolo il perno del gruppo. Alexis lasciò sia la stable che la TNA, dopo aver firmato un contratto con la WWE. Il 7 dicembre 2003, Punk e Dinero tradirono Raven nel corso di un six-man steel cage match. Raven scomparve dalla TNA, mentre Punk e Dinero si allearono all'avversario di Raven, James Mitchell, continuando a lottare sotto il nome Gathering.
Il team si sciolse bruscamente quando Punk lasciò la TNA per trasferirsi alla Ring of Honor. Anche Dinero fu svincolato dalla TNA, mentre Mitchell scomparve per più di un anno prima di ritornare nel 2005 come manager di Abyss. La stable includeva:
- Julio Dinero
- Alexis Laree
- Cm Punk
- Cassidy Riley

#### Finishing moves
- Near Death Experience (Punk/Dinero combination)

### Serotonin
Il 16 novembre 2006, ad Impact!, Kazarian, Maverick Matt e Johnny Devine cambiarono drasticamente atteggiamento e iniziarono a farsi chiamare The New Movement. In seguito, attraverso una serie di promo, cambiarono il loro nome in Serotonin, in riferimento all'omonimo ormone del cervello che regola, tra le altre cose, l'aggressività, gli sbalzi d'umore e la depressione—tutte cose che da sempre sono collegate alla gimmick di Raven.
Il coinvolgimento di Raven col Serotonin iniziò diversamente rispetto alle altre incarnazioni del Flock. Invece di parlare per il gruppo durante i promo e di girare a bordo ring durante i match, Raven appariva soltanto alla fine per colpire i membri con un Kendo stick, indipendentemente dal risultato della contesa, in virtù del motto "la tortura edifica il successo". I membri s'inginocchiavano e ricevevano la loro punizione senza lamentarsi, nella maggior parte dei casi. Soltanto Kazarian, in qualche occasione, tentò di reagire per poi essere disinnescato dagli altri membri. Il Serotonin lottò principalmente nei dark match che precedevano i Pay-per-view, perdendo quasi sempre. Singolarmente, i membri spesso si ritrovavano a jobbare in favore di wrestler più affermati come Kurt Angle, Sting e Jerry Lynn. Il Serotonin raccolse la prima vittoria ufficiale ad Against All Odds 2007, sconfiggendo il team di Sonjay Dutt e Jay Lethal, grazie all'interferenza di Maverick Matt. L'8 marzo 2007, ad Impact!, Raven cambiò nome ai suoi seguaci: Kazarian fu rinominato Kaz, Maverick Matt divenne Martyr, Johnny Devine invece Havok. L'insofferenza di Kaz si palesò durante il pre-show di Lockdown 2007, quando si rifiutò di procedere al pestaggio di Christy Hemme per mano del Serotonin, dopo la sconfitta della stable contro i VKM. Il Serotonin reagì all'affronto distraendo Kaz e costandogli la sconfitta nel suo match contro Chris Sabin, il 31 marzo 2007 ad Impact!. Il 21 giugno, sempre ad Impact!, Kaz tradì il Serotonin costando a Raven una sconfitta contro Chris Harris. Il 12 luglio, Kaz sconfisse Martyr e Havok in un 3-way match con in palio un posto nell'Ultimate X Match di Victory Road. Kaz fu successivamente attaccato da Raven e dagli altri membri della stable. Kaz però si vendicò di Raven, sconfiggendolo in un match ad Hard Justice. Bentley fu poi svincolato dalla TNA, lasciando Havok e Raven come gli unici membri del Serotonin. Raven apparì sporadicamente nei mesi successivi, impegnato con Havok a feudare con Black Reign e James Mitchell. Il 15 novembre, ad Impact!, Havok si schierò dalla parte della X Division nella faida contro il Team 3D, tornando al suo vecchio ring name di Johnny Devine e ponendo fine al Serotonin.
Mentre il team era attivo, lottò senza successo in diversi pre-show dei pay-per-view. Debuttarono ufficialmente come team a Genesis 2006, perdendo contro i Voodoo Kin Mafia. Il Serotonin vinse soltanto due volte in pay-per-view, anche se nei dark-match, prima sconfiggendo Sonjay Dutt e Jay Lethal ad Against All Odds 2007 (grazie all'interferenza di Martyr), e poi avendo la meglio su Akira Raijin e Brute Issei a Victory Road 2007.

#### Membri
- Raven
- Havok
- Kaz
- Martyr

#### Finishing and signature moves
- Aided Suplex
- Fireman's carry (Havok) seguita da un Superkick (Martyr)